# Prehistorie van Noord-Afrika

Noord-Afrika

De prehistorie van Noord-Afrika omvat de periode vanaf de eerste menselijke aanwezigheid in de regio tot het begin van de Vroeg-dynastieke Periode in Egypte (rond 3100 v.Chr.). Noord-Afrika kan gedefinieerd worden als de zeven landen gelegen tussen de Sahara en de Middellandse Zee: Algerije, Egypte, Libië, Marokko, Soedan, Tunesië en Westelijke Sahara (definitie volgens de Verenigde Naties). Ook de noordelijke delen van Mauritanië, Mali, Niger en Tsjaad kunnen er geografisch toe gerekend worden.

## Klimaat van de Sahara en menselijke migratie
De geschiedenis van de menselijke bewoning van Noord-Afrika werd in grote mate beïnvloed door het klimaat in de Sahara, dat over de laatste honderdduizenden jaren grote veranderingen heeft gekend. Dit wordt veroorzaakt door een cyclus van 41.000 jaar waarin de ashelling van de Aarde tussen 22° en 24.5° schommelt. Momenteel bevindt de Sahara zich in een droge periode, terwijl de volgende groene periode over 15.000 jaar wordt verwacht (17.000 AD).
Deze veranderingen zorgden voor wat de Saharapomp wordt genoemd. Gedurende de vochtige periodes bezat de Sahara een savanne-landschap met een rijk planten- en dierenleven. Tijdens de droge periodes keerde de woestijn terug en de flora en fauna trokken weg naar het Atlasgebergte in het noorden, West-Afrika in het zuiden, en de Nijlvallei in het oosten.
Wat betreft de menselijke ontstaansgeschiedenis is de Saharapomp-hypothese in verband gebracht met de migratie van Homo erectus richting Zuid- en Oost-Azië, Homo heidelbergensis richting West-Azië en Europa, en de vroege moderne mens richting Azië en Europa.
Gedurende de laatste ijstijd was de woestijn groter dan nu. Het erop volgende Holoceen bracht aanvankelijk meer regen (8.000-6.000 v.Chr.), mogelijk vanwege een door het smelten van de noordelijke ijskappen veroorzaakt lagedrukgebied. Nadat het ijs definitief gesmolten was kwam een einde aan dit Holoceen subpluviaal en de noordelijke Sahara droogde weer uit. In het zuiden brachten de moessons aanvankelijk nog regen, tot deze rond 4.200 v.Chr. naar het zuiden trokken. De Sahara is nu ongeveer zo droog als rond 12.000 v.Chr.

## Early Stone Age
Restanten van menselijke aanwezigheid gedurende de Afrikaanse Early Stone Age werden gevonden te Aïn El Ahnech bij Saïda. Recente vondsten van Oldowan-gereedschappen daar suggereren een leeftijd van tot 1,8 miljoen jaar.
De resten van de in 1954-55 in de Algerijnse provincie Oran gevonden Ternifinemens bestaan uit drie onderkaken en een wandbeen met een geschatte leeftijd van 700.000 jaar. De kaken hebben een massieve bouw zonder vooruitstekende kin en grote tanden. Oorspronkelijk als Atlanthropus mauritanicus beschreven, worden ze nu als Homo erectus/Homo ergaster ingedeeld. Op de site werden ook stenen werktuigen van een Acheuléen-type gevonden.

## Middle Stone Age

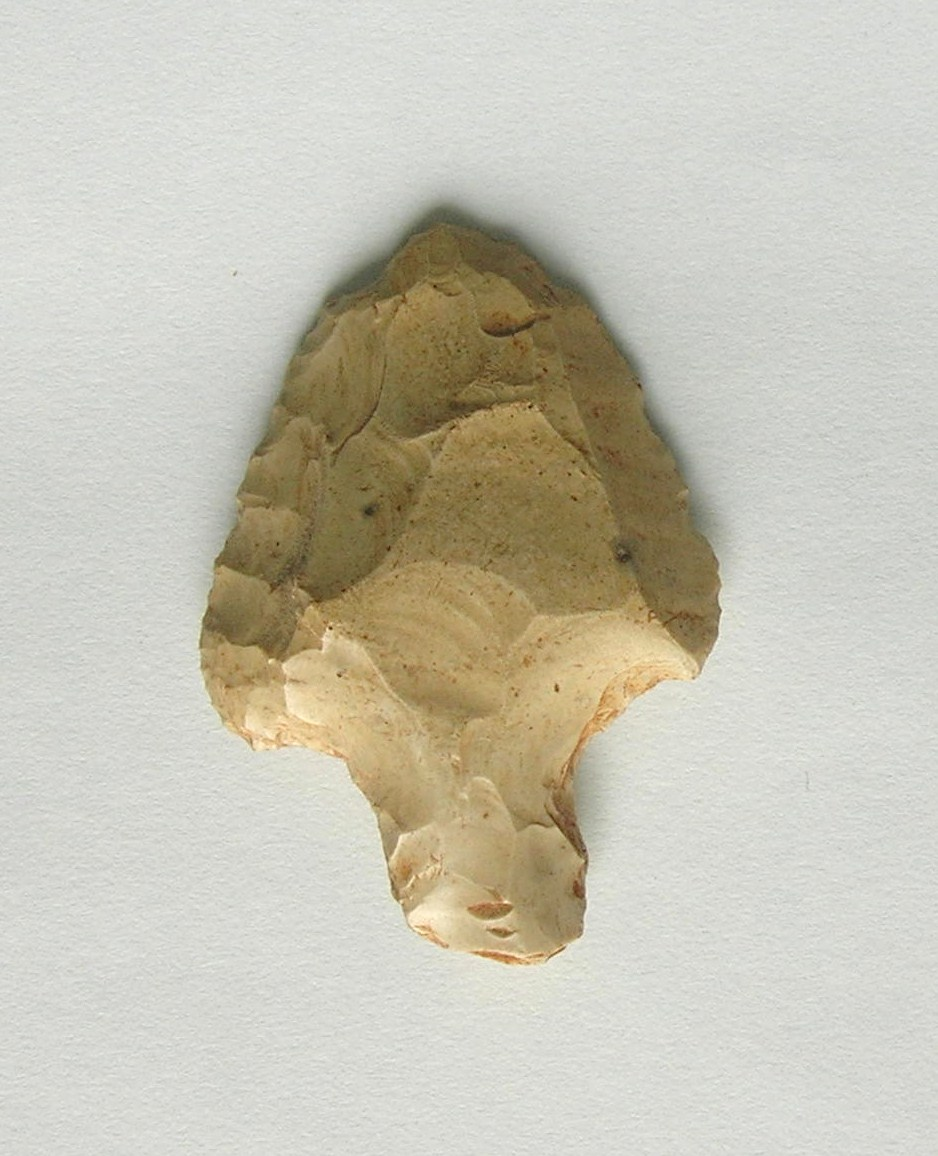
Atérien-punt

Vondsten bij Djebel Irhoud worden door sommige onderzoekers al tot de vroege moderne mens gerekend, met een leeftijd van 160.000 tot zelfs 300.000 jaar.
Van 145.000 tot 35.000 jaar geleden vindt men in Noord-Afrika het Atérien, een Middle Stone Age-industrie genoemd naar de vindplaats Bir el-Ater in Algerije. Volgens sommige auteurs zou deze op sommige plaatsen nog tot 18.000 of zelfs 10.000 jaar geleden standhouden.

## Epipaleolithicum
Tegen het einde van de Middle Stone Age vond er een terugmigratie vanuit West-Azië  plaats. Noord-Afrika, inclusief noordelijk Oost-Afrika kwam daarmee in het invloedsbereik van het Euraziatische cultuurgebied. Men kan hier dan ook spreken over epipaleolithicum en neolithicum. Voor Sub-Sahara-Afrika gebruikt men de term Later Stone Age. 
De vroegste klingindustrieën in Noord-Afrika behoren tot het Ibéromaurusien, ook wel Oranien genoemd. Deze epipaleolithische cultuur verspreidde zich van omstreeks 17.000 tot 8.000 v.Chr. over de kustgebieden van Noord-Afrika. Ze werd gedragen door een robust en archaïsch slag van vroege anatomisch moderne mens, het Mechta-Afalou-type. In 2013 werden menselijke resten van Taforalt en Afalou Bou-R’mel onderzocht op erfelijk materiaal. Het Mitochondriaal DNA van alle individuen behoorde tot afstammingslijnen verwant aan de oudste bevolkingen van Zuidwest-Azië en Europa. De Taforalt-mensen behoorden tot de mtDNA haplogroepen U6, H, JT en V, hetgeen wijst op een migratie vanuit het Midden-Oosten omstreeks 35.000 BP en een bevolkingscontinuïteit in de regio teruggaand tot het Ibéromaurusien.

## Neolithicum
Tijdens het neolithisch subpluviaal of late sahara-regentijd (8.500–8.000 tot rond 3500–3000 v.Chr.) bezat de Sahara een aanmerkelijk vochtiger klimaat en een dichtere menselijke bevolking. In de centrale Sahara vindt men van 8.000 tot 6.000 v.Chr. de Kiffian-cultuur, jagers en vissers van een robuust mensentype gelijkend op de Mechta-Afalou-mensen van het Ibéromaurusien. Na 6.000 v.Chr. volgde een droge periode en de Kiffiërs verdwenen. 
In het noorden werd vanaf rond 9.000 v.Chr. het Ibéromaurusien opgevolgd door het subneolithische Capsien en de komst van een nieuw, gracieler mensentype uit de Levant. 

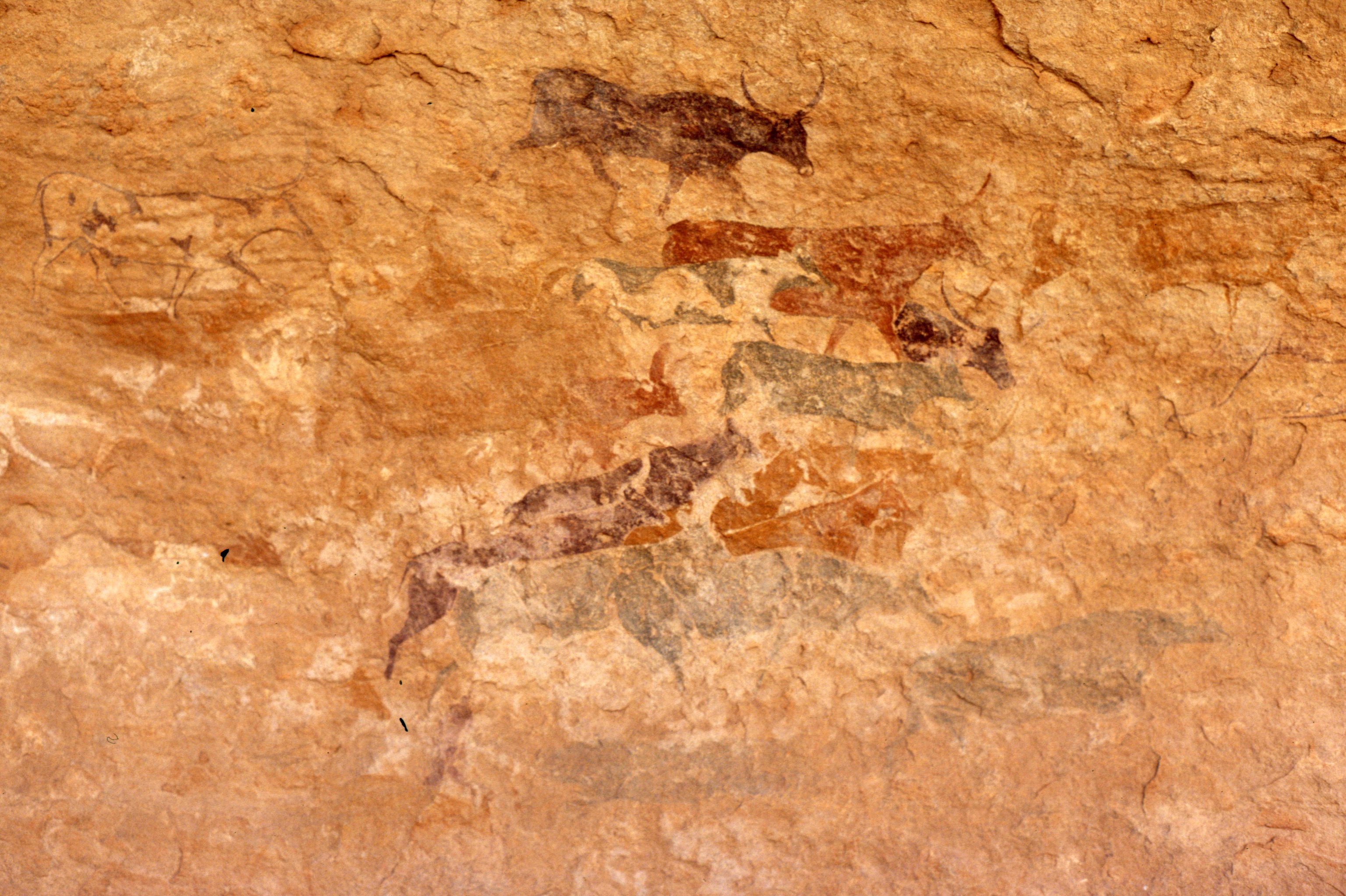
Rotstekening van een kudde runderen in het Tassili-gebergte

Het klimaat tijdens het neolithisch subpluviaal maakte een intensievere bevolking van de Nijlvallei mogelijk. De neolithische levenswijze, gekenmerkt door veehouderij en zelfvoorzienende landbouw, spreidde zich vanaf 6000 v.Chr. vanuit de Levant over het Middellandse Zeegebied. In Egypte verschenen de eerste neolithische nederzettingen, maar ook verder naar het zuiden in Soedan vindt men neolithische ontwikkelingen en het eerste aardewerk. In Marokko kwamen de eerste landbouwers via het Iberische Schiereiland (Cardiaal-impressocultuur). 
Rond 5.200 v.Chr. arriveerde een nieuwe cultuur in de Sahara, het pastoraal-neolithische Tenerian, met een ander, uit de oostelijke Sahara afkomstig, lichtgebouwd mensentype en de introductie van gedomesticeerde runderen. De rotskunst van de Sahara geeft een levendig beeld van het pastorale leven in deze periode.

## Bronstijd
Rond 3.500 v.Chr. begon de Sahara versneld uit te drogen. In Egypte begon omstreeks 3.200-3.000 v.Chr. de bronstijd, en daarmee de Proto-dynastieke Periode.
Terwijl in Egypte en Soedan tijdens de Bronstijd ook de historische periode was aangebroken, bleef de rest van Noord-Afrika nog lang zonder geschreven bronnen. Egyptische bronnen noemen verschillende stammen in het westen, zoals de Tehenoe, Temehoe, Liboe en Mesjwesj, waarschijnlijk verwant met de huidige Berbers.

## IJzertijd
Met het stichten van Fenicische en Griekse kolonies aan de Middellandse Zeekust begon vanaf de 7e eeuw v.Chr. ook daar het historisch tijdperk.